# Venngarn
Venngarn – miejscowość (tätort) w Szwecji, w regionie administracyjnym (län) Sztokholm, w gminie Sigtuna.
Według danych Szwedzkiego Urzędu Statystycznego liczba ludności wyniosła: 358 (31 grudnia 2018) i 414 (31 grudnia 2019).